# Дейлвілл (Вірджинія)
Дейлвілл (англ. Daleville) — переписна місцевість (CDP) в США, в окрузі Ботаторт штату Вірджинія. Населення — 3070 осіб (2020).

## Географія
Дейлвілл розташований за координатами 37°24′52″ пн. ш. 79°54′50″ зх. д. / 37.41444° пн. ш. 79.91389° зх. д. (37.414463, -79.913762).  За даними Бюро перепису населення США в 2010 році переписна місцевість мала площу 11,20 км², з яких 11,11 км² — суходіл та 0,10 км² — водойми.

## Демографія
Згідно з переписом 2010 року, у переписній місцевості мешкало 2557 осіб у 1053 домогосподарствах у складі 741 родини. Густота населення становила 228 осіб/км².  Було 1154 помешкання (103/км²).
Расовий склад населення:
| - 96,7 % — білих - 1,8 % — чорних або афроамериканців - 0,7 % — азіатів - 0,1 % — корінних американців |

До двох чи більше рас належало 0,7 %. Частка іспаномовних становила 0,9 % від усіх жителів.
За віковим діапазоном населення розподілялося таким чином: 21,7 % — особи молодші 18 років, 49,9 % — особи у віці 18—64 років, 28,4 % — особи у віці 65 років та старші. Медіана віку мешканця становила 50,1 року. На 100 осіб жіночої статі у переписній місцевості припадало 85,8 чоловіків;  на 100 жінок у віці від 18 років та старших — 80,1 чоловіків також старших 18 років.
Середній дохід на одне домашнє господарство  становив 98 521 долар США (медіана — 81 352), а середній дохід на одну сім'ю — 98 272 долари (медіана — 82 193). Медіана доходів становила 60 458 доларів для чоловіків та 41 790 доларів для жінок. За межею бідності перебувало 1,2 % осіб, у тому числі 0,0 % дітей у віці до 18 років та 7,2 % осіб у віці 65 років та старших.
Цивільне працевлаштоване населення становило 1347 осіб. Основні галузі зайнятості: освіта, охорона здоров'я та соціальна допомога — 32,7 %, роздрібна торгівля — 14,9 %, будівництво — 11,1 %, публічна адміністрація — 9,1 %.